# Weekend in Paradise
Weekend in Paradise – druga płyta zespołu Das Moon wydana 17 października 2014 roku nakładem wytwórni Requiem Records. Album był promowany singlem "Colours". Zrealizowano również teledyski do utworów "Violent Lullaby", "Junkie", "Run", "Colours" i "Not A Happy Song" . 3 czerwca 2016 roku album ukazał się również na płycie winylowej, a kilka miesięcy później na kasecie magnetofonowej.

## Lista utworów (oryginalne wydanie)
| Nr  | Tytuł utworu                                                                        | Długość |
| --- | ----------------------------------------------------------------------------------- | ------- |
| 1.  | „Raven” (muz. K. Janiak, G. Szyma, M. Musiol, P. Gawlik)                            | 3:57    |
| 2.  | „Meat” (muz. K. Janiak, G. Szyma, M. Musiol, P. Gawlik / sł. K. Janiak)             | 4:21    |
| 3.  | „Pet” (muz. K. Janiak, G. Szyma, M. Musiol, P. Gawlik / sł. K. Janiak)              | 4:06    |
| 4.  | „Violent Lullaby” (muz. K. Janiak, G. Szyma, M. Musiol, P. Gawlik / sł. K. Janiak)  | 3:38    |
| 5.  | „System” (muz. K. Janiak, G. Szyma, M. Musiol, P. Gawlik / sł. K. Janiak)           | 3:25    |
| 6.  | „Manual” (muz. K. Janiak, G. Szyma, M. Musiol, P. Gawlik / sł. K. Janiak)           | 4:21    |
| 7.  | „Junkie” (muz. K. Janiak, G. Szyma, M. Musiol, P. Gawlik / sł. K. Janiak)           | 4:12    |
| 8.  | „Run” (muz. K. Janiak, G. Szyma, M. Musiol, P. Gawlik / sł. K. Janiak)              | 3:47    |
| 9.  | „Colours” (muz. K. Janiak, G. Szyma, M. Musiol, P. Gawlik / sł. K. Janiak)          | 3:47    |
| 10. | „Storm” (muz. K. Janiak, G. Szyma, M. Musiol, P. Gawlik / sł. K. Janiak)            | 4:29    |
| 11. | „Not A Happy Song” (muz. K. Janiak, G. Szyma, M. Musiol, P. Gawlik / sł. K. Janiak) | 2:42    |
| 12. | „Best Boy In Town” (muz. K. Janiak, G. Szyma, M. Musiol, P. Gawlik / sł. K. Janiak) | 3:35    |
|     |                                                                                     | 46:20   |

## Lista utworów (edycja winylowa z 2016 roku)
Strona A:
| Nr | Tytuł utworu                                                                       | Długość |
| -- | ---------------------------------------------------------------------------------- | ------- |
| 1. | „Raven” (muz. K. Janiak, G. Szyma, M. Musiol, P. Gawlik)                           | 3:57    |
| 2. | „Meat” (muz. K. Janiak, G. Szyma, M. Musiol, P. Gawlik / sł. K. Janiak)            | 4:21    |
| 3. | „Pet” (muz. K. Janiak, G. Szyma, M. Musiol, P. Gawlik / sł. K. Janiak)             | 4:06    |
| 4. | „Violent Lullaby” (muz. K. Janiak, G. Szyma, M. Musiol, P. Gawlik / sł. K. Janiak) | 3:38    |
| 5. | „Very Sick” (muz. K. Janiak, G. Szyma, M. Musiol, P. Gawlik / sł. K. Janiak)       | 4:03    |
|    |                                                                                    | 20:05   |

Strona B:
| Nr | Tytuł utworu                                                                        | Długość |
| -- | ----------------------------------------------------------------------------------- | ------- |
| 1. | „Junkie” (muz. K. Janiak, G. Szyma, M. Musiol, P. Gawlik / sł. K. Janiak)           | 4:12    |
| 2. | „Run” (muz. K. Janiak, G. Szyma, M. Musiol, P. Gawlik / sł. K. Janiak)              | 3:47    |
| 3. | „Storm” (muz. K. Janiak, G. Szyma, M. Musiol, P. Gawlik / sł. K. Janiak)            | 4:29    |
| 4. | „Not A Happy Song” (muz. K. Janiak, G. Szyma, M. Musiol, P. Gawlik / sł. K. Janiak) | 2:42    |
| 5. | „Best Boy In Town” (muz. K. Janiak, G. Szyma, M. Musiol, P. Gawlik / sł. K. Janiak) | 3:35    |
|    |                                                                                     | 18:45   |

## Lista utworów (edycja kasetowa z 2017 roku)
Strona A:
| Nr | Tytuł utworu                                                                       | Długość |
| -- | ---------------------------------------------------------------------------------- | ------- |
| 1. | „Raven” (muz. K. Janiak, G. Szyma, M. Musiol, P. Gawlik)                           | 3:57    |
| 2. | „Meat” (muz. K. Janiak, G. Szyma, M. Musiol, P. Gawlik / sł. K. Janiak)            | 4:21    |
| 3. | „Pet” (muz. K. Janiak, G. Szyma, M. Musiol, P. Gawlik / sł. K. Janiak)             | 4:06    |
| 4. | „Violent Lullaby” (muz. K. Janiak, G. Szyma, M. Musiol, P. Gawlik / sł. K. Janiak) | 3:38    |
| 5. | „System” (muz. K. Janiak, G. Szyma, M. Musiol, P. Gawlik / sł. K. Janiak)          | 3:35    |
| 6. | „Manual” (muz. K. Janiak, G. Szyma, M. Musiol, P. Gawlik / sł. K. Janiak)          | 4:21    |
| 7. | „Junkie” (muz. K. Janiak, G. Szyma, M. Musiol, P. Gawlik / sł. K. Janiak)          | 4:12    |
|    |                                                                                    | 28:10   |

Strona B:
| Nr | Tytuł utworu                                                                        | Długość |
| -- | ----------------------------------------------------------------------------------- | ------- |
| 1. | „Run” (muz. K. Janiak, G. Szyma, M. Musiol, P. Gawlik / sł. K. Janiak)              | 3:47    |
| 2. | „Colours” (muz. K. Janiak, G. Szyma, M. Musiol, P. Gawlik / sł. K. Janiak)          | 3:47    |
| 3. | „Storm” (muz. K. Janiak, G. Szyma, M. Musiol, P. Gawlik / sł. K. Janiak)            | 4:29    |
| 4. | „Not A Happy Song” (muz. K. Janiak, G. Szyma, M. Musiol, P. Gawlik / sł. K. Janiak) | 2:42    |
| 5. | „Best Boy In Town” (muz. K. Janiak, G. Szyma, M. Musiol, P. Gawlik / sł. K. Janiak) | 3:35    |
| 6. | „Very Sick” (muz. K. Janiak, G. Szyma, M. Musiol, P. Gawlik / sł. K. Janiak)        | 4:03    |
|    |                                                                                     | 22:23   |

## Muzycy
- Daisy K. – wokal
- DJ Hiro Szyma – sampling, instr. klawiszowe, instr. perkusyjne
- Musiol – gitary, syntezatory, programowanie